# Paredón Viejo
Paredón Viejo är en ort i Mexiko.   Den ligger i kommunen Huiloapan de Cuauhtémoc och delstaten Veracruz, i den sydöstra delen av landet, 220 km öster om huvudstaden Mexico City. Paredón Viejo ligger 1 263 meter över havet och antalet invånare är 508.
Terrängen runt Paredón Viejo är bergig åt sydväst, men åt nordost är den kuperad. Runt Paredón Viejo är det ganska tätbefolkat, med 166 invånare per kvadratkilometer. Närmaste större samhälle är Orizaba, 4,2 km öster om Paredón Viejo. I omgivningarna runt Paredón Viejo växer i huvudsak städsegrön lövskog.